# Comune di Svinninge
Il comune di Svinninge, fino al 1º gennaio 2007 è stato un comune danese situato nella contea della Selandia Occidentale, il comune aveva una popolazione di 6 615 abitanti (2005) e una superficie di 86 km². Capoluogo era la cittadina omonima.
Dal 1º gennaio 2007, con l'entrata in vigore della riforma amministrativa, il comune è stato soppresso e accorpato ai comuni di Jernløse, Tornved e Tølløse per dare luogo al riformato comune di Holbæk compreso nella regione della Selandia.